# Nuncjatura Apostolska w Korei Południowej
Nuncjatura Apostolska w Korei Południowej – misja dyplomatyczna Stolicy Apostolskiej w Republice Korei. Siedziba nuncjusza apostolskiego mieści się w Seulu.
Od 1992 nuncjusz apostolski w Korei Południowej jest akredytowany również w Mongolii.

## Historia

### Korea
W 1949 papież Pius XII utworzył Delegaturę Apostolską w Korei. 31 grudnia 1963 papież Paweł VI podniósł ją do rangi internuncjatury apostolskiej, a 5 września 1966 ten sam papież odniósł ją do rangi nuncjatury apostolskiej.
Pierwszy delegat apostolski w Korei bp Patrick James Byrne MM został aresztowany przez komunistów po zajęciu przez armię z północy Seulu w 1950, w czasie wojny koreańskiej. Groźbami pozbawiania życia chciano zmusić go do potępienia Stanów Zjednoczonych, Watykanu i ONZ, jednak odmówił. Dołączył następnie do wyczerpującego marszu więźniów i jeńców pędzionych przez komunistów, podczas którego zmarł. Informacja o jego śmierci ujrzała światło dzienne dopiero dwa lata później, gdy inspektorzy ONZ-etu dotarli do ocalałych z marszu.

### Mongolia
W Mongolii papieże akredytują swoich dyplomatów od 1992 w randzie nuncjusza. Wszyscy przedstawiciele papiescy w tym kraju byli nuncjuszami apostolskimi w Korei Południowej.

## Przedstawiciele papiescy w Korei Południowej

### Delegaci apostolscy
- bp Patrick James Byrne MM (1949 - 1950) Amerykanin
- ks. Egano Righi Lambertini (1957 - 1960) Włoch
- ks. Saverio Zupi (1960 - 1962) Włoch
- abp Antonio del Giudice (1962 - 1963) Włoch

### Nuncjusze apostolscy
do 1997 z tytułem pronuncjuszy
- abp Antonio del Giudice (1963 - 1967) Włoch; do 1966 internuncjusz
- abp Ippolito Rotoli (1967 - 1972) Włoch
- abp Luigi Dossena (1973 - 1978) Włoch
- abp Luciano Angeloni (1978 - 1982) Włoch
- abp Francesco Monterisi (1982 - 1987) Włoch
- abp Ivan Dias (1987 - 1991) Hindus
- abp John Bulaitis (1991 - 1997) Anglik
- abp Giovanni Battista Morandini (1997 - 2004) Włoch
- abp Emil Paul Tscherrig (2004 - 2008) Szwajcar
- abp Osvaldo Padilla (2016 - 2017) Filipińczyk
- abp Alfred Xuereb (2018 - 2023) Maltańczyk
- abp Giovanni Gaspari (od 2024) Włoch